# Висша школа за социални науки
Висшата школа за социални науки (на френски: École des hautes études en sciences sociales, EHESS) е една от най-селективните и престижни школи за социални науки в Париж, Франция.
Школата първоначално е била отдел на Практическото училище за висши изследвания, основан през 1868 г., за да обучава академични изследователи. Тя става независима институция през 1975 г. Днес нейните изследвания обхващат областите на икономиката и финансите, когнитивните науки, хуманитарните науки и политиката, като науките, приложната математика и статистика, изследванията на развитието, социологията, антропологията, историята, музикологията и философията на социалните науки.

## Известни професори
- Ален Безансон, френски политолог, историк, социолог и философ
- Гуран Сонесон, професор по семиотика в Центъра за езици и литература на Университета в Лунд
- Жерар Женет, френски литературен теоретик и историк